# Аполлон локсиас
Аполлон локсиас (лат. Parnassius loxias) — вид бабочек из  рода парнассиусов (Parnassius) семейства бабочек-парусников (Papilionidae).

## Описание
Бабочка с длиной переднего крыла 33-35 мм. Общий фон крыльев белый. Рисунок на переднем крыле образован двумя чёрными пятнами, пересекающими срединную ячейку около середины и на вершине крыла, и сероватой прикраевой перевязи, раздваивающейся впереди на две ветки, внутренняя из которых является значительно редуцированной и бывает иногда развитой лишь в своей вершинной трети. По наружному краю обоих крыльев проходит практически прозрачная полоска. На заднем крыле имеется два небольших округлых пятна красного цвета, окружённых чёрным ободком, а также 4-6 чёрных пятен с выраженным синим напылением. Нижние крылья закруглены. У бабочек, только что вышедших из куколки, крылья сначала желтоватые. Наружный край крыльев округлый. Жилки R1 не ветвятся; жилки R2 и R3 сливаются в одну, а R4, R5 и М1 имеют общий ствол. К костальному краю переднего крыла выходят одна жилка (R1); R2+R3 выходят к вершине, а R4 и R5 — к внешнему краю. Усики с чёрной булавой. Глаза гладкие, крупные, снабжённые маленькими бугорками, на которых сидят короткие щетинки. Туловище изящное, чёрное, у самцов — с длинным светлым опушением. Половой диморфизм выражен слабо, у самок — тёмные перевязи на крыльях более выраженные и широкие.

## Биология
Вид очень строго приурочен к местам произрастания кормовых растений гусениц и встречается на почти вертикальных, крутых, сухих глинисто-каменистых склонах в среднегорном поясе, преимущественно на восточных экспозициях. Обитает на высотах 2500-3100 м н.у м. Бабочки держатся возле скал и крутых подскальных осыпей. Их полёт продолжительный, стремительный, мощный, часто парящий. Могут длительное время парить над склонами горных ущельев, корректируя траекторию полёта взмахами крыльев и изменяя высоту полёта. Бабочки ведут исключительно дневной образ жизни и активны только в солнечную погоду. Нуждаясь в дополнительном питании, они охотно посещают цветущие растения: цветы дикого лука (Allium) и сложноцветных (Sonchus, Centaurea, Ligularia). Для самок характерно наличие на нижней стороне брюшка роговидного придатка (сфрагис), образующегося при копуляции. Предназначение сфрагиса — исключение повторного оплодотворения самки другими самцами.
Разваивается в одном поколении за год. Лёт бабочек длится с середины июня до середины августа. Самки откладывают яйца на камни рядом с кормовыми растениями. Зимуют гусеницы первого возраста, не покидая яйцевых оболочек. Гусеницы ведут ночной образ жизни, питаются листьями хохлатки Краснова (Corydalis krasnovi, сем. Fumariaceae). Днём гусеницы прячутся под камнями. Окукливание проходит на земле, в лёгком коконе. Куколка толстая, округлая, сначала светло-коричневая с полупрозрачными покровами, тёмно-коричневыми дыхальцами и рядом желтоватых пятен над ними по бокам спины.

## Ареал и подвиды
Вид имеет дизъюнктивный, очень узкий ареал. Выделяют на три подвида с локальным точечным распространением. Номинативный подвид известен из сопредельной с Кыргызстаном территории Китая — левобережье реки Сары-Джаз на южном макросклоне хребте Кокшаал-Тоо). Таксономическое положение подвида P. l. raskemensis Avinoff, 1916, описанного по одной самке из Западного Кунь-Луня в Китае, и достоверность его местонахождения до конца не ясны и являются спорными. Подвид P. l. tashkorensis является эндемиком Кыргызстана, где встречается на небольшой территории в бассейне левых притоков реки Сары-Джаз, где известно только три популяции в западных оконечностях хребтов Каинды-Катта (горы Уроккыр) и Иныльчек-Тоо.